# 増山たづ子
増山 たづ子（ますやま たづこ、1917年（大正6年）4月15日 - 2006年（平成18年）3月7日）は、岐阜県揖斐郡徳山村（現・揖斐川町）出身のアマチュア写真家である。愛称はカメラばあちゃん。甥に映画『ふるさと』原作者の平方浩介がいる。

## 生涯
徳山村戸入（とにゅう）生まれ。太平洋戦争で夫（増山徳冶郎）を亡くし（インパール作戦で行方不明）、その後は生まれ育った戸入で農業のかたわら民宿を営んでいた。
昭和30年代、徳山ダムの建設が計画され、徳山村は全村が水没することを知る。個人的にはダム建設に反対であったというが、「国がやろうと思うことは戦争もダムも必ずやるから、反対するのは大河に蟻がさからうようなもの」としてこの事実を受け止めた。
その後は徳山村の記録を残したいという思いから、当初はテープレコーダーで村の行事や生活音を録音し始め、1977年（昭和52年）10月10日の徳山村運動会から写真を撮り始め、消え行く村の人々の表情、四季、自然、家、建物、風景、祭り、風習、民俗など、ありとあらゆるものを撮り続けた。写真を撮り始めた理由は、「もし夫が帰ってきた時に村が無くなっていたら説明のしようがない」と考えたことからで、写真集にも同じ趣旨の記述が見られる。村が廃村となった後も、最晩年まで転居先の岐阜市内から徳山村へ通い続けた。徳山村を舞台にした映画『ふるさと』（神山征二郎監督、1983年）にも出演している。
生涯に撮影した写真は8万枚に及び、没後には10万カットに及ぶネガと600冊ものアルバムが残された。写真集『故郷-私の徳山村写真日記』（じゃこめてい出版、1983年、絶版）『ありがとう徳山村』（影書房、1987年、絶版）『増山たづ子 徳山村写真全記録』（影書房、1997年 ISBN 4-87714-239-8）等を出版し、全国各地で写真の展覧会を開いた。
晩年は岐阜放送「気ままにブランチ」でレギュラーのゲストを務めていた。
徳山ダム湛水直前の2006年3月7日、岐阜市内の自宅で倒れ、心筋梗塞のため岐阜市の病院で死去。88歳没。
1984年エイボン女性年度賞の『エイボン女性功績賞』を受賞した。死後の2014年、第30回東川賞飛弾野数右衛門賞を受賞。

## 使用カメラ機材
写真を撮り始めた当初は、近所の住民にフィルムを入れ替えてもらっていたという。その後、民宿の客に「素人の自分でも写せるカメラはないか」と相談したところ、「猫がけっころがしても（蹴飛ばしても）写るものがある」とピッカリコニカを勧められ、愛用するようになった。

## その他
徳山村の家は岐阜市に寄贈され、1985年（昭和60年）12月に岐阜ファミリーパークに移築された。2023年時点も現存する。